# Casa da Cultura Salvador de Madariaga
La Casa da Cultura Salvador de Madariaga és una sala d'exposicions i centre cultural de la ciutat de la Corunya (Galícia). Situat al cor de la ciutat, acull l'Arxiu Municipal, el Servei Municipal d'Educació, una Biblioteca Municipal, el Centro Galego de Artes da Imaxe i l'Instituto José Cornide de Estudos Coruñeses. La gestió correspon al quiosc del Palau d'Exposicions Municipals Kiosco Alfonso.
A l'edifici també s'hi troba ala seu del CGAI.

## Descripció
L'edifici té planta baixa i quatre plantes amb un pati central cobert per un vitrall. Les quatre plantes s'articulen des d'aquest pati central amb una escala que es divideix en dos cossos i condueix a la resta de plantes.

## Història

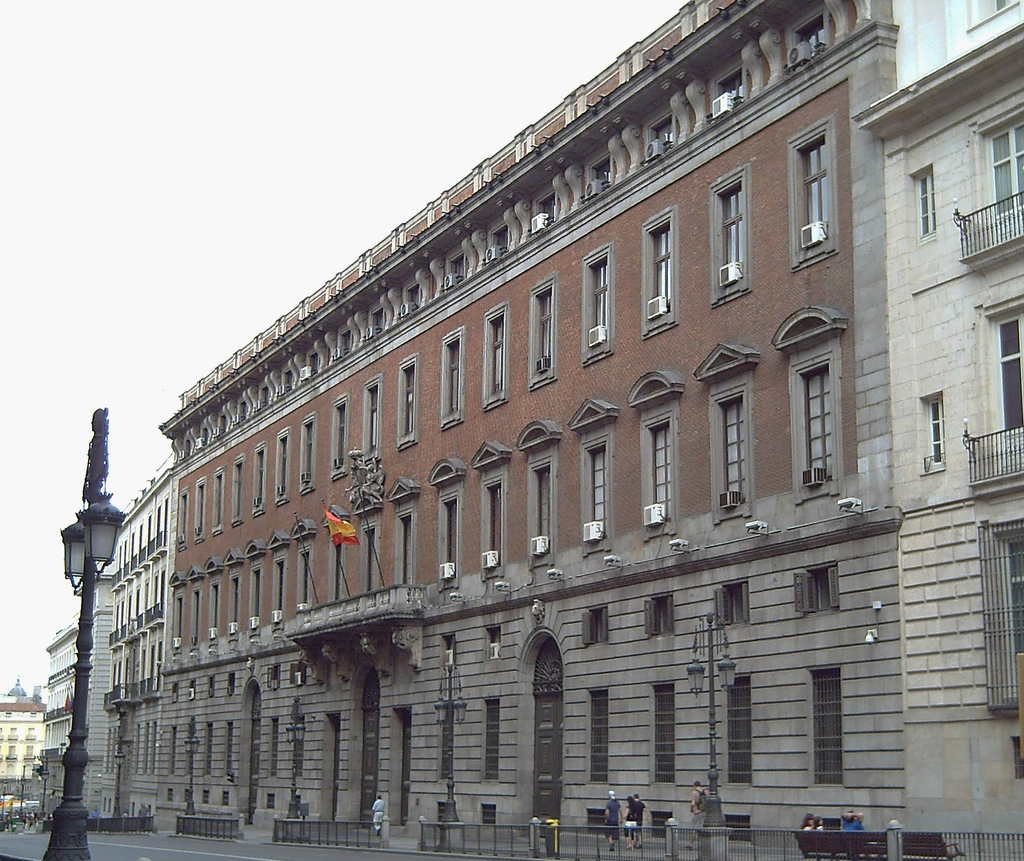
Real Casa de la Aduana de Madrid (Ministeri d'Hisenda), que va inspirar l'edifici.

L'edifici va ser dissenyat el 1925 per l'arquitecte Miguel Durán Salgado com a Delegació Provincial d'Hisenda, e manera que s'inspira en la seu del Ministeri d'Hisenda de Madrid, de Francesco Sabatini. Durán era fill de Juan Jacobo Durán Loriga, matemàtic que dona nom al carrer on es troba.
El 1978 l'arxiu municipal es va instal·lar a l'edifici.